# R・ブランドン・ジョンソン
R・ブランドン・ジョンソン（R. Brandon Johnson、1974年1月14日 - ）は、アメリカ合衆国出身の俳優である。

## 出演作品

### テレビ
- シェキラ!（ゲイリー・ワイルド）
- ワン・ライフ・トゥ・リヴ